# La loupiote
La loupiote è un cortometraggio del 1922 diretto da Georges Hatot.